# Live at San Quentin
Live at San Quentin je koncertní album amerického bluesového kytaristy a zpěváka B. B. Kinga, vydané v roce 1990 u MCA Records.

## Seznam skladeb
1. "B. B. King Intro" (Riley King)
2. "Let the Good Times Roll" (Sam Theard, Fleecie Moore)
3. "Every Day I Have the Blues" (Memphis Slim)
4. "Whole Lotta Loving" (Jules Bihari, Riley King)
5. "Sweet Little Angel" (Riley King, Jules Taub)
6. "Never Make a Move Too Soon" (Stix Hooper, Will Jennings)
7. "Into the Night" (Ira Newborn)
8. "Ain't Nobody's Business" (Porter Grainger, Everett Robbins)
9. "The Thrill is Gone" (Rick Darnell, Roy Hawkins)
10. "Peace to the World" (Trade Martin)
11. "Nobody Loves Me But My Mother" (Riley King)
12. "Sweet Sixteen" (Riley King, Joe Josea)
13. "Rock Me Baby" (Riley King, Joe Josea)